# シオネ・アシ
シオネ・アシ（Sione Asi、1998年5月14日 - ）は、スーパーラグビーサンウルブズに所属するラグビーユニオン選手。

## プロフィール
- トンガ出身[1]。
- ポジションはプロップ(PR)。
- 身長 186cm、体重 135kg[2]。
- U20ニュージーランド代表に選ばれたことがある。

## 略歴
オタゴボーイズ高校、マナワツを経て、2019年11月、サンウルブズの2020シーズンスコッドに選ばれた。